# Neporadza (Banská Bystrica)
Neporadza (in ungherese: Naprágy) è un comune della Slovacchia facente parte del distretto di Rimavská Sobota, nella regione di Banská Bystrica.